# Fondazione Gamaraal
La Fondazione Gamaraal è una fondazione svizzera fondata nel 2014 da Anita Winter. Essa sostiene i sopravvissuti all'Olocausto ed è impegnata nella promozione sostenibile dell'educazione all'Olocausto.

## Aree di attività

### Sostenere i sopravvissuti all'Olocausto
La Fondazione Gamaraal sostiene i sopravvissuti all'Olocausto con varie forme di assistenza. Ad esempio, tre volte all'anno - durante le festività ebraiche Rosh haShana, Hanukkah e Pasqua - la fondazione fornisce sostegno finanziario ai sopravvissuti. Inoltre, la Fondazione finanzia gli aiuti medici. Nel marzo 2020, la Fondazione ha anche lanciato una campagna di aiuti speciali per i sopravvissuti all'Olocausto e altre persone colpite dalla crisi del COVID-19.

### Educazione all'Olocausto
Nel campo dell'educazione all'Olocausto, la Fondazione Gamaraal organizza, tra l'altro, incontri con testimoni oculari dell'Olocausto, documenta testimonianze di sopravvissuti all'Olocausto e offre viaggi di studio ad Auschwitz insieme alla Fondazione contro il Razzismo e l'Antisemitismo (GRA).

## Gli Ultimi Sopravvissuti Svizzeri all'Olocausto
Quando nel 2017 la Svizzera ha assunto la presidenza dell'International Holocaust Remembrance Alliance (IHRA), la Fondazione Gamaraal ha realizzato il progetto espositivo The Last Swiss Holocaust Survivors con il sostegno, tra gli altri, del Dipartimento federale degli Affari Esteri. La mostra ritrae alcuni degli ultimi sopravvissuti all'Olocausto residenti in tutte le parti della Svizzera. L'Archivio di Storia Contemporanea del Politecnico di Zurigo ha fornito supporto scientifico al progetto. La mostra è stata accolta con particolare favore dalle classi scolastiche e anche i media hanno mostrato grande interesse. Nel marzo 2018, la Fondazione Gamaraal, insieme all'Archivio di Storia Contemporanea del Politecnico di Zurigo, ha ricevuto il Premio Dr. Kurt Bigler per progetti eccezionali nel campo dell'educazione all'Olocausto. La mostra è stata occasionalmente criticata, tra l'altro, per il suo titolo.